# انتی اسکالانت
آنتی اسکالانت در دستگاه تصفیه آب صنعتی به مانند خون در رگ‌ های یک موجود زنده می باشد .به دلیل اینکه مهم ترین هدف در بهره برداری صحیح از دستگاه تصفیه آب بالا نگه داشتن عمر مفید ممبران می باشد و تنها عامل بازدارنده از ایجاد رسوب روی سطح ممبران استفاده از آنتی اسکالانت مرغوب می باشد لذا انتخاب یک آنتی اسکالانت با کیفیت بالا خیلی می تواند در نگهداری دستگاه تصفیه آب صنعتی به ما کمک نماید و اما مشکلاتی که می تواند این رسوبات موجود بر روی ممبران به وجود آورد عبارت است از: 
۱_برخورد کریستال های رسوب به ممبران که باعث بازشدن منفذ های ریز  ممبران می شود. 
۲_کاهش فشار آب و افزایش هدر رفت انرژی و هزینه های نگهداری سیستم 
۳_پایین بودن راندمان سیستم. 
۴_افت محسوس آب تولید ممبران. 
همچنین گاهی به خاطر وجود نمک های حل شده در آب ورودی به دستگاه تصفیه آب به سبک اسمز معکوس و آب شیرین کن که باعث گرفتگی و رسوب در روزنه های میکرونی پلی آمید ممبرین های اسمز معکوس می‌شود  اصطلاحاً پدیده   scalingایجاد می‌گردد.
از آن دست موادی که بر پوسته پلی آمید ( ممبرین) رسوب ایجاد می کنند، باید به کربنات کلسیم (CaCO₃)، سولفات کلسیم (CaSO₄)، سولفات باریم (BaSO₄)، و سولفات استرانسیوم (SrSO₄) توجه نمود. رسوبات سیلیکا (SiO₂) و فلوراید کلسیم (CaF) کمتر رایج هستند، اما دردسر سازند. برای ممانعت از رسوب این نمک های حل شده بر روی ممبرین به آب وارده به سیستم RO آنتی اسکالانت Antiscalant  اضافه می شود.
عیوب به کارگیری از آنتی اسکالانت بی کیفیت باعث کم شدن گنجایش تولید، زیاد شدن مقدار نمک های حل شده در آب و تولید TDS خروجی ، بالا رفتن فشار بر پمپ های طبقاتی و کم شدن طول عمر پمپ و افزایش برق مصرف شده به دلیل  افزایش مقدار آمپر ، کثرت در شستن ممبران نشات گرفته از مسدود شدن و در آخر کم شدن طول عمر در ممبران ها و عوض شدن زود هنگام آن می شود.
امروزه آنتی اسکالانت ارائه شده توسط  شرکت های معتبر در اقسام گوناگون برای هدایت در دستگاه‌های اسمز معکوس با آب ورودی لب شور و دستگاه اسمز معکوس با آب ورودی دریایی و اقسام آنالیزهای ورودی آب عرضه می شود.
مقدار استفاده ، کارکرد و کارایی آنتی اسکالانت با اهمیت به نرم‌افزار های شرکت ها و همچنین کیفیت آب ورودی (لب شور - دریایی ) به دستگاه های اسمز معکوس اندازه گیری می شود.